# Guido Kasmann

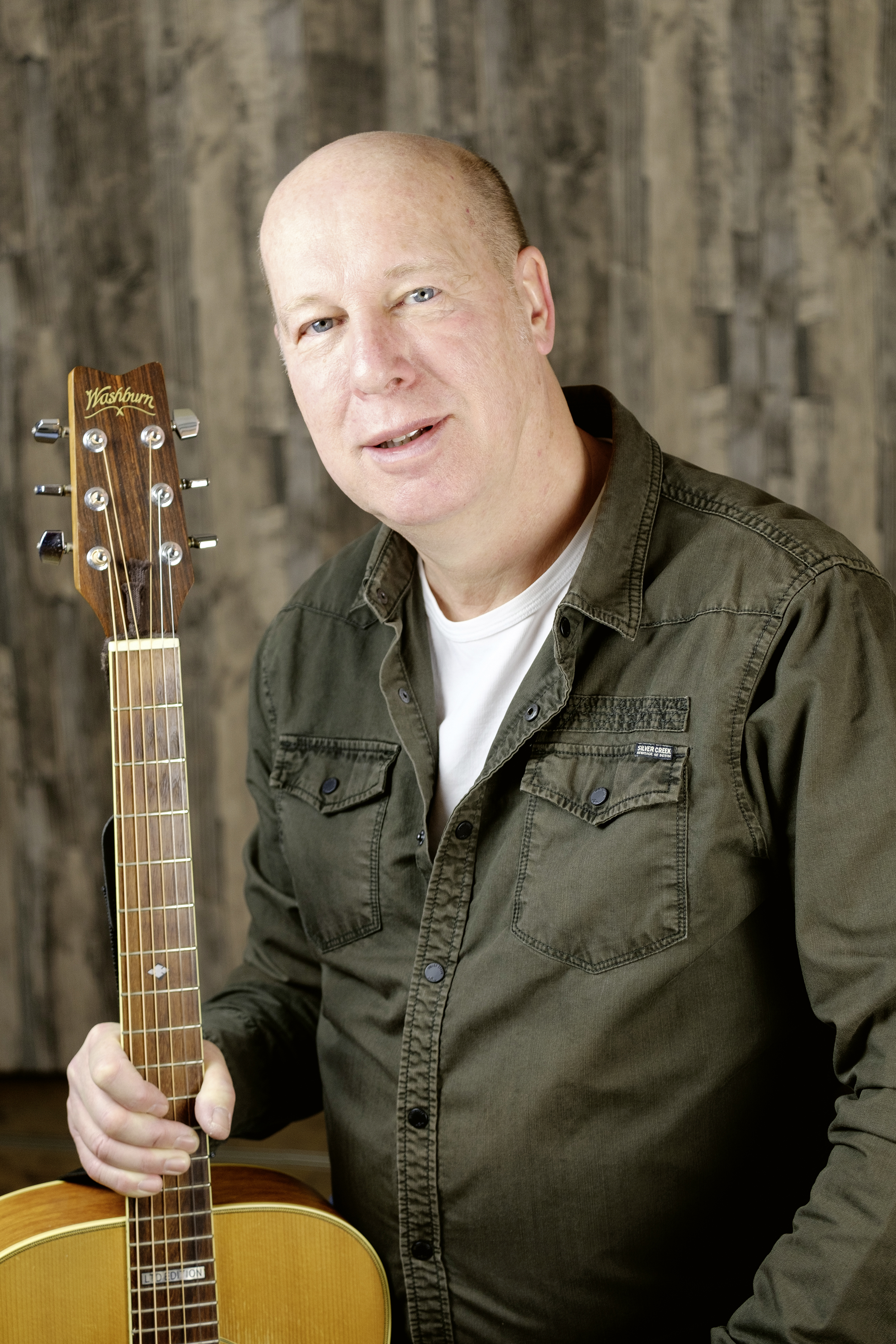
Guido Kasmann (2019)

Guido Kasmann (* 30. Januar 1959 in Köln) ist ein deutscher Pädagoge, Musiker und Autor.

## Leben

### Werdegang
Guido Kasmann ist in Köln geboren und aufgewachsen. Durch seinen Zivildienst in einem italienischen Kindergarten fand er zu seinem Beruf als Grundschullehrer. Er studierte Deutsch und Musik für die Primarstufe und arbeitete nach seinem Examen als Grundschullehrer in Mönchengladbach. Am dortigen Studienseminar für die Primarstufe bildete er Lehrer im Fach Musik aus. Seit 2009 widmet er sich ausschließlich dem Schreiben sowie der Konzeption und Durchführung seiner musikalisch begleiteten Lesungen.

### Arbeit als Autor
Kasmann begann zunächst, für seine eigenen Kinder Geschichten zu erfinden und aufzuschreiben und sie diversen Verlagen anzubieten. Seine erste Veröffentlichung, der 2003 erschienene Kinderroman Appetit auf Blutorangen, wurde zum Überraschungserfolg. Darauf folgten weitere Bücher, die er zumeist im BVK Buch Verlag Kempen veröffentlichte. Seine Geschichten sind auch für die didaktische Umsetzung gut geeignet und werden daher mittlerweile deutschlandweit als Klassenlektüre genutzt. Aus pädagogischen Motiven heraus hat Kasmann gemeinsam mit dem Buch Verlag Kempen fächerübergreifende Unterrichtsmaterialien für fast alle seiner Bücher entwickelt, damit diese in der Schule als Lektüre eingesetzt werden können. Er hält bundesweit bis zu 250 Lesungen im Jahr, die er „Erzähltheater mit Musik“ nennt, und in denen er den Kindern seine Geschichten vorliest, erzählt und vorspielt. Auf seinem YouTube-Kanal bietet er seit Ende 2020 kleine Lesungsvideos gratis an.

### Auszeichnungen und Stipendien
2019 war sein Kinderroman Roberto und Sarah in der Auswahlliste für den Kinderbuchpreis Kieler Lesesprotte. Für seine Idee zu dem Jugendroman  Karims Flucht erhielt er 2020 das Stipendium der Stadt Köln für Kinder- und Jugendbuchautoren, vergeben durch das Junge Literaturhaus Köln und unterstützt durch die Imhoff-Stiftung.

## Buchveröffentlichungen
- So tickt der Kölner – Anleitung zum Kölschsein für Jedermann, Marzellen-Verlag, Köln 2019, ISBN 978-3-937795-57-7.
- Appetit auf Blutorangen. BVK Buch Verlag Kempen, ISBN 978-3-936577-56-3.
- Hexenmüll. BVK Buch Verlag Kempen, ISBN 978-3-86740-635-2.
- Das Schweigen des Grafen. BVK Buch Verlag Kempen, ISBN 978-3-936577-85-3.
- Kein Raumschiff im Schrank – und andere Adventsgeschichten. BVK Buch Verlag Kempen, ISBN 978-3-938458-83-9.
- Die Osterschildkröte. BVK Buch Verlag Kempen, ISBN 978-3-86740-027-5.
- Der schwarze Nebel. BVK Buch Verlag Kempen, ISBN 978-3-86740-155-5.
- Der Fluch des Bergzauberers. BVK Buch Verlag Kempen, ISBN 978-3-86740-245-3.
- Der Angriff der Dunkelelfen. BVK Buch Verlag Kempen, ISBN 978-3-86740-315-3.
- Sing, Luisa, sing! BVK Buch Verlag Kempen, ISBN 978-3-86740-404-4.
- Allaq – Jäger im Eis. BVK Buch Verlag Kempen, ISBN 978-3-86740-474-7.
- Die Bande der unbekannten Helden rettet die Welt. BVK Buch Verlag Kempen, ISBN 978-3-86740-640-6.
- Theo – das Tagebuch. BVK Buch Verlag Kempen, ISBN 978-3-86740-618-5.
- Schirmel und Oderich. BVK Buch Verlag Kempen, ISBN 978-3-86740-603-1.
- Lena! Chaos! Klappe, die erste! BVK Buch Verlag Kempen, ISBN 978-3-86740-777-9.
- Theo – das Tagebuch. Schul-Ausgabe. BVK Buch Verlag Kempen, ISBN 978-3-86740-879-0.
- Schirmel und Oderich feiern Weihnachten. BVK Buch Verlag Kempen, ISBN 978-3-86740-923-0.
- Roberto und Sarah. BVK Buch Verlag Kempen, ISBN 978-3-86740-918-6.
- Fiete Hering – Abenteuer im Müllmeer. BVK Buch Verlag Kempen, ISBN 978-3-96520-151-4.
- Neue Geschichten von Schirmel und Oderich. BVK Buch Verlag Kempen, ISBN 978-3-96520-166-8.

## Veröffentlichung von Lehrmaterialien
- Lyrik, Poetry, Rap – für Sprache begeistern. BVK Buch Verlag Kempen, mit: Simone Mann ISBN 978-3-86740-873-8.
- Literaturprojekt zu Hexenmüll. BVK Buch Verlag Kempen, mit: Jennifer Eimers. ISBN 978-3-86740-634-5
- Literaturprojekt zu Der schwarze Nebel. BVK Buch Verlag Kempen, mit: Birgit Giesen. ISBN 978-3-86740-165-4
- Lesetandems und chorisches Lesen 3. Klasse – Geschichten, Gedichte und Sachtexte. BVK Buch Verlag Kempen, mit: Barbara Peters ISBN 978-3-96520-240-5.
- Lesetandems und chorisches Lesen 4. Klasse – Geschichten, Gedichte und Sachtexte. BVK Buch Verlag Kempen, mit: Sophie Meseck, Barbara Rath, Maria Schmetz ISBN 978-3-96520-241-2.